# Lennardt Krüger
Lennardt Krüger (bürgerlich Hardy Krüger, * 29. November 1958 in Woltersdorf; † 3. Juni 2020 in Brandenburg an der Havel) war ein deutscher Schauspieler und Synchronsprecher.

## Leben
Krüger absolvierte von 1980 bis 1984 eine Schauspielausbildung an der Theaterhochschule „Hans Otto“ in Leipzig, die er 1984 mit dem Schauspieldiplom als Bühnendarsteller abschloss. In seinen ersten Berufsjahren arbeitete er vorwiegend an Theatern. Er hatte Festengagements am Stralsunder Theater, am Staatstheater Cottbus und an den Städtischen Bühnen Münster. Er spielte auf der Theaterbühne unter anderem die Titelrolle in Kleists Lustspiel Ampithryon, den Stanley Kowalski in Endstation Sehnsucht und den Goldberg in dem Schauspiel Goldberg-Variationen von George Tabori. Später war er freischaffend tätig und arbeitete als Synchron- und Werbesprecher (z. B. für DEVK) sowie als Bühnenschauspieler.
In der Jugendserie Die Kinder vom Alstertal hatte Krüger zwischen 1998 und 2003 eine durchgehende Serienhauptrolle als Uwe Clement; er spielte den Vater der Kinder Hexe und Lisa.
Krüger arbeitete auch als Sprecher für Hörspiele und Hörbücher. 2003 wirkte er in dem vom Norddeutschen Rundfunk und Westdeutschen Rundfunk produzierten Originalhörspiel Apeiron von Michael W. Esser mit. Beim Oetinger Verlag sprach er unter anderem die Erzählung Der kleine Prinz von Antoine de Saint-Exupéry. Außerdem sprach er in der Hörspielserie Maddrax – Der Gott aus dem Eis, die nach der Heftroman-Serie Maddrax aus dem Bastei-Verlag entstand. Er wirkte auch in den Kriminalhörspielen Invasion der Fliegen (Die drei ??? Kids) und Im Bann des Voodoo aus der Hörspielreihe Die drei ??? mit.
Er hatte zwischen 2002 und 2008 über 400 Auftritte als Craig und Graham in dem Stück Ladies Night in Bremen, Köln und Lübeck. 2008 gastierte er am Ernst-Deutsch-Theater. Unter der Regie von Volker Lechtenbrink spielte er die Rolle des John Weatherstone in dem Kriminalstück Der Fall Winslow von Terence Rattigan. An der Komödie Winterhuder Fährhaus spielte er in der Spielzeit 2009/10 in der deutschsprachigen Erstaufführung des Stücks Wenn Du tot wärst von Florian Zeller.
1991 erhielt er den Europäischen Erzählpreis der Europäischen Märchengesellschaft.
Seit den 1990er-Jahren lebte er mit seiner Ehefrau, der Schauspielerin Simone Ritscher, in Berlin; das Paar hat einen gemeinsamen Sohn, der als Jurist tätig ist. Krüger war an Amyotropher Lateralsklerose (ALS) erkrankt und daher zuletzt nicht mehr als Schauspieler tätig. Am 4. Juni 2020 gab Ritscher auf ihrer Facebook-Seite bekannt, dass Krüger einen Tag zuvor an den Folgen seiner schweren Erkrankung verstorben war.

## Filmografie (Auswahl)
- 1996–1997: Verbotene Liebe (Fernsehserie, drei Folgen)
- 1997: Familienleben (Fernsehfilm)
- 1998: Die Männer vom K3
- 1998: Die Lüge
- 1998, 2000: Großstadtrevier (Fernsehserie, zwei Folgen)
- 1998–2003: Die Kinder vom Alstertal (Fernsehserie, 49 Folgen)
- 1999: Die Rettungsflieger (Fernsehserie)
- 1999–2000: Marienhof (Fernsehserie)
- 2002: Geschwisterliebe
- 2002; 2004: In aller Freundschaft (Fernsehserie, zwei Folgen)
- 2003; 2008: Hallo Robbie!	(Fernsehserie)
- 2006: Unser Charly (Fernsehserie, eine Folge)
- 2006, 2010: Rote Rosen (Seifenoper)
- 2010: Da kommt Kalle (Fernsehserie, Folge Der Schein trügt)
- 2011: Allein gegen die Zeit (Fernsehserie, fünf Folgen)
- 2012: Unter anderen Umständen – Spiel mit dem Feuer (Fernsehfilm)
- 2013: Neues aus Büttenwarder (Fernsehserie, Folge Rendezvous)

## Synchronrollen (Auswahl)
- 1996–2001: Baywatch; Rolle: Craig Pomeroy, für Parker Stevenson
- 1998: Profiler; Rolle: John Grant, für Julian McMahon
- 2004: Equilibrium; Rolle: Dupont, für Angus Macfadyen
- 2004: Die Sopranos; Rolle: Phil Cocioletti, für Nils Borglund
- 2006: Marilyn Hotchkiss’ Ballroom Dancing and Charm School; Rolle: Frank Kean, für Robert Carlyle
- 2006–2017: Naruto und  Naruto Shippuden als Iruka Umino (Nachfolge: Mark Seidenberg)
- 2007: Dr. House; Rolle: Dr. Brady, für Scott Alan Smith
- 2008: 24 - Twenty Four; Rolle: Dr. Phil Parslow, für Vincent Angel
- 2009: Revolver; Rolle: Sorter, für Mark Strong
- 2010: Elephant Princess; Rolle: Jim, für Grant Piro
- 2012: Final Destination 5; Rolle: Dennis Lapman, für David Koechner
- 2012: Luck; Rolle: Renzo Calagari, für Ritchie Coster
- 2012: Officer Down; Rolle: Officer Scanlon, für David Boreanaz
- 2012: Dance Academy, Rolle: Patrick, für Josef Brown
- 2012: Face Noir, Rolle: Sean MacLeane
- 2013: Larkrise to Candleford;  Rolle: James Dowland, für Jason Merrels